# Amaia Arrazola Otaduy
Amaia Arrazola Otaduy   () és una il·lustradora i muralista basca. Tot i que el blanc i negre són habituals a les seves obres, sovint hi ha un toc de color en les seves imatges de dones, animals, ocells i flors.
Va estudiar Publicitat a la Universitat Complutense de Madrid i va treballar com a directora d'art i il·lustradora en una agència de publicitat de Madrid. Al cap d'uns anys es va traslladar a Barcelona, amb la intenció de deixar la publicitat i treballar com a il·lustradora. Des de llavors, és il·lustradora autònoma i ha treballat per a diverses marques i institucions com ara Uniqlo, Nike, Universitat de Barcelona, Ajuntament de Barcelona o la Diputació de Biscaia.

## Obra publicada
- Wabi Sabi: un mes en Japón (Lunwerg, 2018)[4]
- El meteorito (Lunwerg, 2020)[5]
- Totoro y yo (Lunwerg, 2022)[6]